# Alignement (géométrie)
Pour les articles homonymes, voir Alignement.

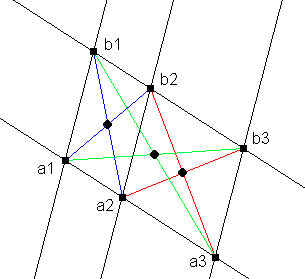
Sur cette figure, les points a1,a2,a3 sont alignés, ainsi que les points b1,b2,b3. En revanche, les points a1,a2,b3 ne sont pas alignés.

En géométrie, l’alignement est une propriété satisfaite par certains familles de points, lorsque ces derniers appartiennent collectivement à une même droite.
Deux points étant toujours alignés en vertu du premier axiome d’Euclide, la notion d’alignement ne présente d’intérêt qu’à partir d’une collection de trois points.

## Caractérisations
En géométrie affine, des points sont alignés si et seulement si les vecteurs qui les relient sont colinéaires.
En géométrie analytique, trois points du plan {\displaystyle A,B,C} sont alignés si et seulement si le déterminant suivant est nul :
{\displaystyle \left|{\begin{matrix}1&x_{A}&y_{A}\\1&x_{B}&y_{B}\\1&x_{C}&y_{C}\end{matrix}}\right|\left(=\left|{\begin{matrix}x_{B}-x_{A}&y_{B}-y_{A}\\x_{C}-x_{A}&y_{C}-y_{A}\end{matrix}}\right|\right)}.
Plus généralement, étant donnés {\displaystyle n} points de {\displaystyle \mathbb {R} ^{p}} repérés par des vecteurs de coordonnées (xi,1, … , xi,p), les points sont alignés si et seulement si la matrice à {\displaystyle n} lignes et {\displaystyle p+1} colonnes suivante est de rang 1 ou 2 :
{\displaystyle \left({\begin{matrix}1&x_{1,1}&\dots &x_{1,p}\\\vdots &\vdots &&\vdots \\1&x_{n,1}&\dots &x_{n,p}\end{matrix}}\right)}.
En géométrie complexe, {\displaystyle A,B,C} distincts d'affixes respectives {\displaystyle \alpha ,\beta ,\gamma } sont alignés si et seulement si {\displaystyle {\frac {\beta -\alpha }{\gamma -\alpha }}} est réel.
En géométrie euclidienne, l’alignement peut être caractérisé par un cas d'égalité de l’inégalité triangulaire : trois points sont alignés si l’un d’entre eux (que l’on peut noter B) appartient au segment joignant les deux autres (notés A et C), autrement dit si les distances satisfont la relation AB + BC = AC.
Si l'on ne veut pas particulariser un point, on peut dire que trois points {\displaystyle A,B,C} sont alignés si et seulement si le polynôme de Héron de {\displaystyle AB=c,BC=a,CA=b} : {\displaystyle (a+b+c)(a+b-c)(a-b+c)(-a+b+c)=-{\begin{vmatrix}0&1&1&1\\1&0&a^{2}&b^{2}\\1&a^{2}&0&c^{2}\\1&b^{2}&c^{2}&0\end{vmatrix}}} est nul (annulation de l'aire du triangle {\displaystyle ABC}).

## Résultats mathématiques

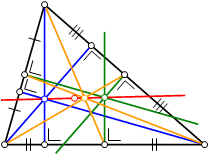
Au sein de ce triangle, on peut distinguer : son (le point orange), son orthocentre (le point bleu), et le (le point vert). Ces trois points sont alignés et reliés par une même droite, la droite d’Euler.

La droite d'Euler est définie par l’alignement du centre de gravité d'un triangle, son orthocentre et le centre du cercle circonscrit.
Le théorème de Desargues concerne des alignements de points.
Le théorème de Sylvester-Gallai affirme que pour tout ensemble fini de points du plan, si les points ne sont pas tous alignés alors il existe une droite qui passe seulement par deux d’entre eux.

## Applications
Dans un milieu homogène et isotrope, la propagation de la lumière en ligne droite permet de vérifier un alignement à l’œil nu.
Les éclipses et autres transits astronomiques sont des phénomènes d’alignement entre le Soleil, la Terre et la Lune ou d’autres planètes.
De nombreux jeux de plateau comme les dames, l’étoile chinoise, le morpion ou le puissance 4 ont des règles reposant sur l’alignement de pièces.